# Provinciale weg 247
De provinciale weg N247 is een provinciale weg van de A10 bij Amsterdam (aansluiting Amsterdam-Noord) naar de A7 bij Hoorn. Het traject van de weg komt gedeeltelijk overeen met de oude Zesstedenweg, en de ventweg wordt op enkele plaatsen nog zo genoemd.
De weg wordt informeel ook nog wel als "de oude E-10" aangeduid, omdat de (voormalige) E10 van Parijs naar Groningen deze route volgde voor het gereedkomen van de autosnelweg A7. In de jaren 1960 en 1970 waren diverse ernstige ongevallen te betreuren op de toenmalige E-10, de tweebaansweg tussen Amsterdam en Den Oever die langs o.a. Monnickendam en Edam liep. In maart 1978 werd de eerste rijbaan van het wegvak Purmerend - Scharwoude van de A7 in gebruik genomen, waardoor het doorgaande verkeer van Amsterdam naar Hoorn v.v. niet meer over de huidige N247 hoefde te rijden.
De N247 loopt langs de volgende grotere plaatsen:
- Broek in Waterland
- Monnickendam
- Volendam
- Edam
- Oosthuizen

Langs de N247 liggen de volgende kleinere plaatsen, vanaf Amsterdam richting Hoorn gezien:
- Het Schouw
- Katwoude
- Middelie
- Warder
- Beets
- Schardam
- Oudendijk
- Scharwoude
- Grosthuizen
- De Hulk

Vanaf hier gaat de N247 op in de A7.
Het verlengde van de N247 in Amsterdam heet de Nieuwe Leeuwarderweg (s116) en komt uit in de IJ-tunnel.
De volgende provinciale wegen kruisen met de N247:
- N509, bij Oosthuizen.
- N244, bij Edam.
- N517, tussen Edam en Katwoude.
- N518, bij Monnickendam
- N235, tussen Purmerend en Het Schouw.

N23 · N194 · N196 · N197 · N198 · N199 · N200 · N201 · N202 · N203 · N204 · N205 · N206 · N207 · N208 · N209 · N210 · N211 · N212 · N213 · N214 · N215 · N216 · N217 · N218 · N219 · N220 · N221 · N222 · N223 · N224 · N225 · N226 · N227 · N228 · N229 · N230 · N231 · N232 · N233 · N234 · N235 · N236 · N237 · N238 · N239 · N240 · N241 · N242 · N243 · N244 · N245 · N246 · N247 · N248 · N249 · N250 · N307

N401 · N402 · N403 · N404 · N405 · N406 · N407 · N408 · N409 · N410 · N411 · N412 · N413 · N414 · N415 · N416 · N417 · N418 · N419 · N420 · N421 · N439 · N440 · N441 · N442 · N443 · N444 · N445 · N446 · N447 · N448 · N449 · N450 · N451 · N452 · N453 · N454 · N455 · N456 · N457 · N458 · N459 · N460 · N461 · N462 · N463 · N464 · N465 · N466 · N467 · N468 · N469 · N470 · N471 · N472 · N473 · N474 · N475 · N476 · N477 · N478 · N479 · N480 · N481 · N482 · N483 · N484 · N487 · N488 · N489 · N490 · N491 · N492 · N493 · N494 · N495 · N496 · N497 · N498 · N501 · N502 · N503 · N504 · N505 · N505 (Andijk) · N506 · N507 · N508 · N509 · N510 · N511 · N512 · N513 · N514 · N515 · N516 · N517 · N518 · N519 · N520 · N521 · N522 · N523 · N524 · N525 · N526 · N527 · N806 · N830 · N848

Cursief vermelde wegen zijn voormalige Provinciale wegen